# Euritmie
Euritmia este o artă care își propune exprimarea vorbirii și sunetelor prin intermediul mișcării. Primele elemente de euritmie își au originea în 1911/1912, fiind compuse sub îndrumarea lui Rudolf Steiner, întemeietorul antroposofiei. În funcție de scop s-au format în timp mai multe ramuri ale euritmiei: euritmie scenică, pedagogică și curativă.

## Explicație
Euritmia artistică este o artă a mișcării, un dans, dar unul diferit, căci își propune să cultive mișcările trupului omenesc în așa fel încât acestea să devină cuvânt și cânt. Vorbirea şi cântul sunt două forme de exprimare a sufletului omenesc. În acest sens, dansând vorbirea și cântul, euritmia este „revelaţia sufletului omenesc”.
Fiecare vocală, consoană şi nuanţă a cuvântului, a vorbirii, fiecare notă muzicală, interval sau acord muzical vor avea o mişcare intrinsecă revelată printr-un gest euritmic. Se revelează, prin mişcare, legităţile obiective ale vorbirii, ale muzicii şi nu impresii subiective.